# Distrito Regional de Columbia-Shuswap
O Distrito Regional de Columbia-Shuswap (enumerado como 8) é um dos vinte e nove distritos regionais da Colúmbia Britânica, no oeste do Canadá. A região está localizada no sudeste da Colúmbia Britânica, na Rodovia Trans-Canadá entre Vancouver e Calgary, Alberta. O distrito regional faz fronteira com a província de Alberta, do outro lado das Montanhas Rochosas. A população de acordo com o censo de 2006 era de 50.141 habitantes, distribuídos por uma área terrestre de 28.929 quilômetros quadrados e uma área de água de mais de 2.000 quilômetros quadrados. Os escritórios do distrito regional estão em Salmon Arm, próximo ao canto sudoeste do distrito regional.